# Przejma Mała
Przejma Mała – wieś w Polsce położona w województwie podlaskim, w powiecie suwalskim, w gminie Szypliszki.
W latach 1975–1998 miejscowość administracyjnie należała do województwa suwalskiego.
W pobliżu wsi znajduje się jezioro Szelment Wielki oraz Szelment Mały.